# Gustav Brandt (Kaufmann)
Caspar Justus Gustav Brandt (* 25. Januar 1847 in Bremen; † 17. Mai 1918 in Hannover) war ein deutscher Kaufmann und Mäzen.

## Leben

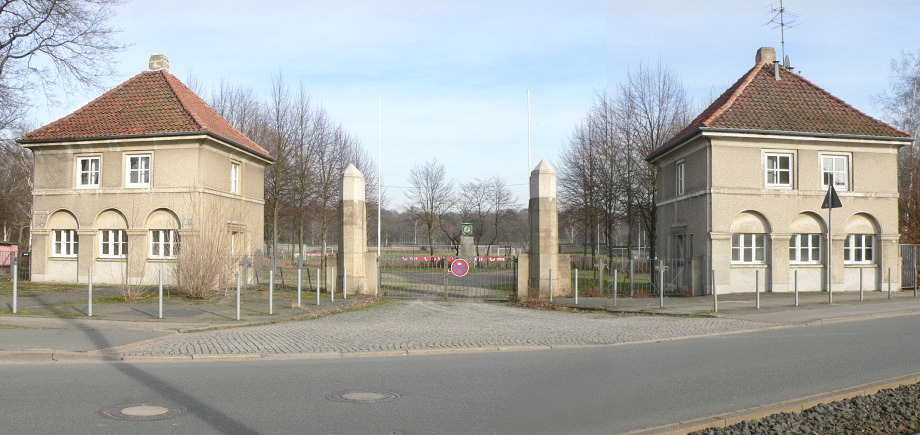
Eingang zum bis 1922 erbauten „Hindenburg-Stadion“, dem heutigen Eilenriede-Stadion

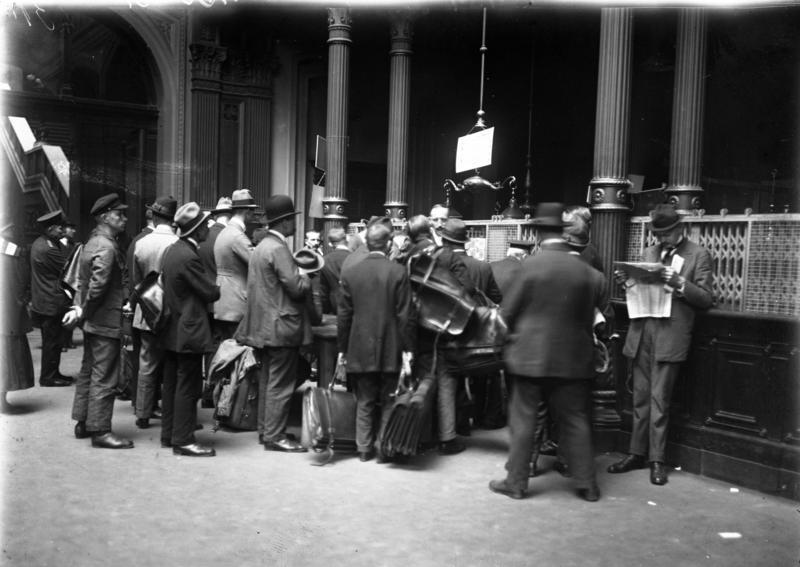
Geldentwertung durch die Deutsche Inflation 1914 bis 1923: Wie hier in Berlin im Juli 1923 hatte sich „das Publikum […] mit grossen Geldtaschen versehen, um die Menge des [nahezu wertlos gewordenen] Geldes transportieren zu können.“

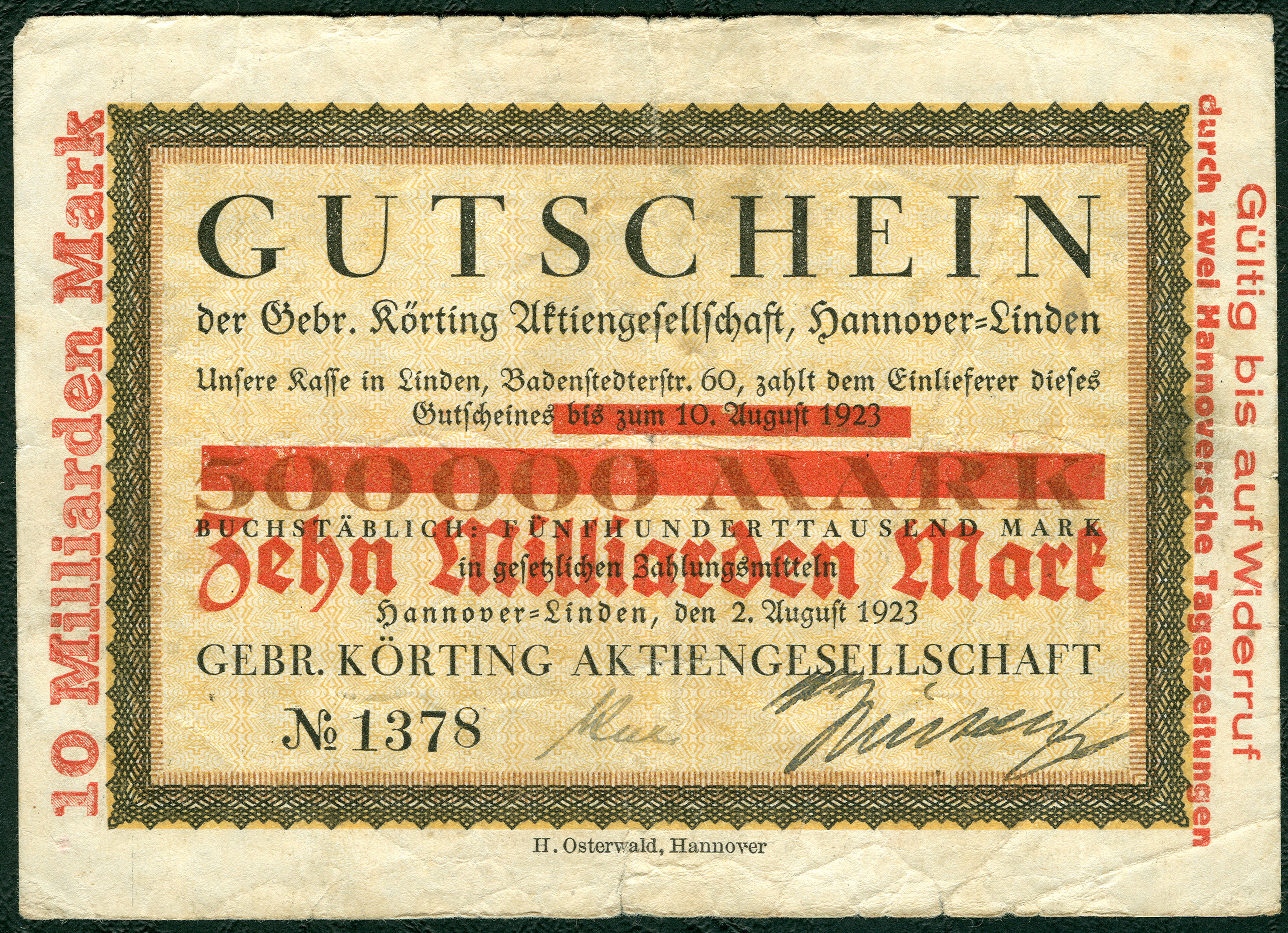
1923: Notgeld als Gutschein der hannoverschen Firma Gebr. Körting über 10 Milliarden Mark

Gustav Brandt war der Sohn eines Kaufmanns und Besitzers einer Ölmühle bei Vlotho an der Weser. Den Beruf des Kaufmanns erlernte er unter anderem im Exporthandel seines Großvaters Primavesi in Bremen.
Kurz nach der Ausrufung des Deutschen Reichs ging Gustav Brandt 1872 nach Huelva in Spanien, wo er eine Fabrik errichten ließ zur Holzverarbeitung und eine Firma gründete zum Handel mit Holzprodukten. Daneben handelte er aber auch mit Wein, Spirituosen und Wechseln. 1898 löste Brandt, der „ein außergewöhnliches Vermögen“ erwirtschaftet hatte, seine Firma auf und ging nach Hannover, wo er ein Haus in der Jägerstraße 3 bezog.
Der sprachbegabte und vielgereiste Kaufmann war zugleich überzeugter Christ. Und so ließ sich der Vermögende von dem Senior und evangelischen Pastor der Aegidienkirchengemeinde, Wilhelm Blumenberg, anregen, eine Stiftung zu gründen: Mitten im Ersten Weltkrieg stiftete Brandt am 2. Juni 1916 insgesamt 3 Millionen Goldmark. Seine Gustav-Brandt'sche-Stiftung sollte als freie Trägerin eines noch zu erbauenden Altersheimes für „unbescholtene bedürftige christliche Männer aus der Kaufmannschaft“ dienen.
Gustav Brandt starb im Mai 1918, wenige Monate vor dem Ende des Ersten Weltkrieges. Er wurde in der Familiengrabstätte Brandt-Primavesi auf dem Stadtfriedhof Stöcken beigesetzt. So konnte Brandt nicht mehr die „verheerenden wirtschaftlichen Folgen“ des Ersten Weltkrieges erleben wie etwa die Geldentwertung durch die Deutsche Hyperinflation. Dennoch konnte posthum aus dem verbliebenen Brandt'schen Stiftungsvermögen in der noch jungen Weimarer Republik bis 1922 das „Hindenburg-Stadion“ errichtet werden, das heutige Eilenriede-Stadion.
Der von Brandt gewünschte Bau eines Altersheimes verzögerte sich jedoch bis in die Zeit des Nationalsozialismus: „Erst am 10. Mai 1937 erfolgte die Grundsteinlegung“, allerdings wurde nun nach nur nach knapp einem Jahr das Heim am Bischofsholer Damm „am 1. April 1938 […] bezugsfertig“.

## Ehrungen
- 1924 wurde eine Straße zwischen den hannoverschen Stadtteilen Bult und Waldhausen nach dem Wohltäter und Stiftungsgründer benannt.[1]